# Magistrado

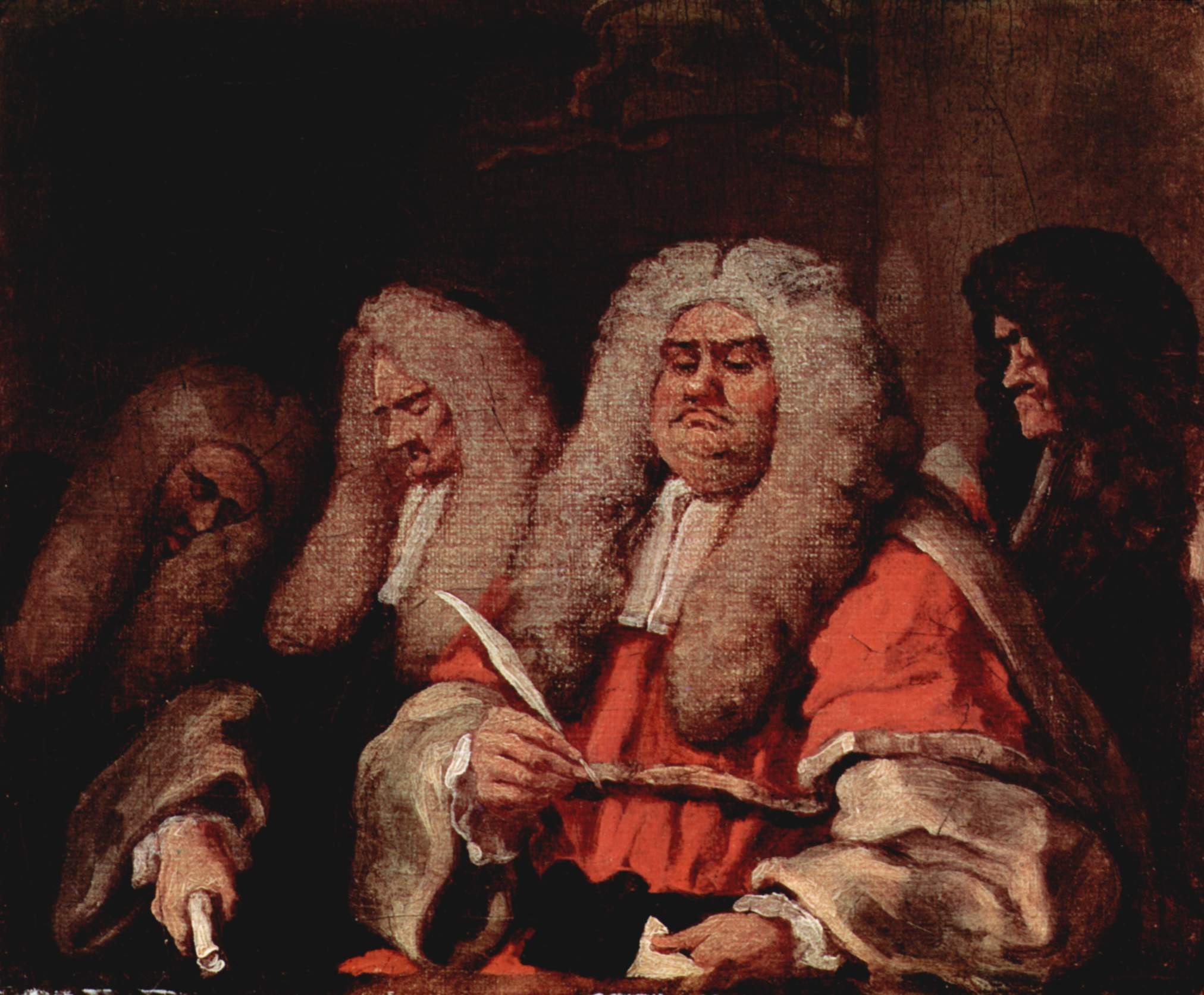
O quadro O magistrado inglês de William Hogarth (1750)

Magistrado normalmente remete ao exercício do poder judiciário.  
No Brasil, os magistrados são tão somente os juízes, membros do poder judiciário, apesar de ambas as categorias (magistrados e membros do Ministério Público) gozarem das garantias constitucionais de vitaliciedade, inamovibilidade e irredutibilidade de vencimentos (subsídios).
Por sua vez, alguns países cuja estrutura legal está baseada no Direito Romano (países como Itália, França, Alemanha, Espanha, Portugal) têm no seu corpo de magistrados juízes e procuradores (ou promotores públicos).
A noção de magistratura, que em alguns países inclui juízes e procuradores, é desconhecida nos países que adotam a common law (como o Reino Unido, os Estados Unidos ou o Canadá), que estendem as garantias constitucionais somente aos seus juízes, em senso estrito.

## Etimologia
O "magistrado" (do latim magistratus, derivado de magister "chefe, superintendente") designava, em tempos passados, lato sensu, um funcionário do poder público investido de autoridade. Desta forma um Presidente da República, por exemplo, receberia o título de primeiro magistrado.
A palavra latina magistratus tanto significa a função de governar (magistratura) como a pessoa que governa (magistrado). Na terminologia do Império Romano, "magistrado" compreendia todos os detentores de cargos políticos de consulado para baixo. De tal modo, os magistrados teriam poderes derivados do imperium, interpretado como um poder de soberania de caráter absoluto, derivado de fatores reais de poder, como a confiança de exércitos e/ou de soberanos vizinhos.
O magistrado exercia sua autoridade nos limites de uma determinada atribuição, com poderes decorrentes de sua função, como os juízes, os prefeitos, os governadores e presidentes.
Na Antiguidade havia diversos tipos de magistrados, como os cônsules, os pretores, os meirinhos-mor (maiorinus-mor), os censores, considerados magistrados maiores, e os edis e questores, os magistrados menores.

## Magistraturas
Magistrado ordinário (Magistratus ordinarii e magistrado extraordinário (magistratus extraordinarii) eram duas categorias de políticos, militares e em alguns casos, de poder religioso. Os magistrados ordinários eram eleitos anualmente (exceto os censores) para servir um ano. Já os Magistrados Extraordinários eram eleitos só em circunstâncias especiais.